# وطني أنت لي والخصم راغم
وطني أنت لي والخصم راغم قصيدة عمودية قومية عربية شعبية كتبها الشاعر إبراهيم طوقان، ولحّنها الموسيقار محمد فليفل في العام 1934. كتبت القصيدة على بحر المتدارك مع أن فيها أبيات تخرج عن هذا البحر.
غَنَّت عدة فرق موسيقية هذا النشيد أشهرهم فرقة الإنشاد العراقية في عام 1982.

## وصلات خارجية
- غناء فرقة الإنشاد العراقية
- غناء فرقة الإنشاد العراقية-تسجيل آخر